# Калинкин, Виктор Петрович
Ви́ктор Петро́вич Кали́нкин (род. 23 февраля 1960, Земетчинский район, Пензенская область) — советский легкоатлет, специалист по бегу на средние дистанции. Выступал за сборную СССР по лёгкой атлетике в 1980-х годах, обладатель серебряной медали Универсиады в Кобе, бронзовый призёр турнира «Дружба-84», многократный победитель первенств национального значения, рекордсмен страны в эстафете 4 × 800 метров. Представлял Пензу и спортивное общество «Буревестник». Мастер спорта СССР международного класса (1983). С 1998 года — директор пензенской КСДЮСШОР.

## Биография
Виктор Калинкин родился 23 февраля 1960 года в селе Кириллово Земетчинского района Пензенской области.
Начал заниматься лёгкой атлетикой в 1978 году в Пензе, проходил подготовку под руководством тренеров А. М. Земскова и позже П. Ф. Литовченко. Состоял в добровольном спортивном обществе «Буревестник».
Впервые заявил о себе на всесоюзном уровне в сезоне 1982 года, когда в беге на 800 метров выиграл Кубок СССР в Кашире и с результатом 1:47,3 выполнил норматив мастера спорта.
В 1983 году в беге на 800 метров одержал победу на чемпионате страны в рамках VIII летней Спартакиады народов СССР в Москве. Попав в состав советской национальной сборной, выступил на Универсиаде в Эдмонтоне, где в той же дисциплине финишировал седьмым, и на впервые проводившемся чемпионате мира по лёгкой атлетике в Хельсинки, где сумел дойти до стадии полуфиналов. По итогам сезона удостоен почётного звания «Мастер спорта СССР международного класса».
В 1984 году с рекордом страны 1:47,77 выиграл зимний чемпионат СССР в Москве. Рассматривался в качестве кандидата на участие в летних Олимпийских играх в Лос-Анджелесе, однако Советский Союз вместе с несколькими другими странами восточного блока бойкотировал эти соревнованиях по политическим причинам. Вместо этого Калинкин побывал на альтернативном турнире «Дружба-84» в Москве, откуда привёз награду бронзового достоинства. В концовке сезона также отметился успешным выступлением на чемпионате СССР в Донецке, завоевав золото в дисциплинах 800 и 1500 метров.
В 1985 году стал серебряным призёром в беге на 1500 метров на зимнем чемпионате СССР в Кишинёве, стартовал в дисциплинах 800 и 1500 метров на чемпионате Европы в помещении в Пирее — в первом случае оказался четвёртым, во втором — сошёл с дистанции. Помимо этого, в беге на 800 метров выиграл серебряные медали на Универсиаде в Кобе и на Кубке мира в Канберре.
В 1986 году получил серебро на дистанции 1500 метров на зимнем чемпионате СССР в Москве, тогда как в дисциплине 800 метров был пятым на Играх доброй воли в Москве и восьмым на чемпионате Европы в Штутгарте.
На чемпионате СССР 1987 года в Брянске взял серебро в беге на 800 метров и бронзу в эстафете 4 × 800 метров.
В 1988 году на зимнем чемпионате СССР в Волгограде выиграл бронзовую и серебряную медали в дисциплинах 800 и 1500 метров соответственно, получил серебряную награду в беге на 1500 метров на летнем чемпионате СССР в Киеве.
В 1989 году выиграл 800 метров на зимнем чемпионате СССР в Гомеле, стал бронзовым призёром на летнем чемпионате СССР в Горьком.
В 1990 году добавил в послужной список бронзовую награду, полученную в беге на 1000 метров на зимнем чемпионате СССР в Челябинске, выиграл бронзовую медаль в дисциплине 800 метров на летнем чемпионате СССР в Киеве.
Завершил спортивную карьеру по окончании сезона 1991 года.
Впоследствии занимался тренерской деятельностью, с 1998 года занимал должность директора Комплексной специализированной детско-юношеской спортивной школы олимпийского резерва в Пензе.
В 2012 году участвовал в выборах депутатов Законодательного Собрания Пензенской области пятого созыва от Народной партии России.